# Рзав
Рзав је река у Србији и Босни и Херцеговини (Република Српска). Настаје на подручју националног парка Тара спајањем Белог и Црног Рзава код села Доње Вардиште, на свом путу до коначног одредишта — ушћа у Дрину које се налази у Вишеграду.

## Карактеристика реке
Пролази кроз много клисура и кањона, изузетне пејзаже које карактеришу високе и стрме хридине сиво-белих тонова по којима расте четинарско растиње. Читавим током Рзава ишла је некада стара пруга коју су градили Аустријанци и која је када је саграђена била ремек-дело инжењерства. Сматра се да су стотине радника, углавном странаца, аустријских заробљеника, оставили своје животе у рзавским стенама бушећи тунеле.
2004. године је покренута иницијатива за обновом чувеног ћире који би ишао од Мокре Горе преко Котромана, Вардишта, Добруна и Вишеграда. Радови на обнови шина и целокупне пруге су завршени а ускоро се очекује и пролазак ћире продуженом маршрутом уз Рзав. Пре изградње ХЕ Перућац, Рзав је био једна од најбогатијих река рибом које би долазиле с пролећем да се мресте у њему.
Река Рзав тече и поред Добруна, старог средњовековног утврђеног града, који је био веома значајан трговачки центар на овом најзначајнијем караванском путу од Медитерана до централног Балкана. У другој половини 14. века саграђен је манастир Добрун који и данас постоји. Специфичан је по фрескама из 14. века на којима су приказани српски владари и чланови ктиторске породице, а такође и по изузетно вредној збирци икона и црквеног мобилијара од којих неки примерци датирају још из 13. века.